# Темаскальтепекский науатль
Темаскальтепекский науатль (Almomoloya Náhuatl, Temascaltepec Aztec, Temascaltepec Nahuatl) — вымирающая разновидность языка науатль, на котором говорят в муниципалитетах Ла-Комунидад, Потреро-де-Сан-Хосе, Сан-Матео-Альмомолоа, Санта-Ана, юго-западнее Толука, штата Мехико в Мексике.